# Тодор Харманджиев
Тодор Александров Илиев, с псевдоним Тодор Харманджиев, е български писател (поет и романист), преводач и редактор. Почетен гражданин на Враца от 1975 г.

## Биография
Роден е във Враца на 26 януари 1905 г. 
През 1925 г. завършва мъжката гимназия в родния си град. Междувременно на 2 път лежи в затвора:  в 6 клас (сега - 10-ти) - във връзка с участието си в Септемврийското въстание от 1923 г., и по време на Априлските събития от 1925 г.
От това време са първите му публикации. Първите му стихове са издадени през през 1924 г. във вестник „Бъдеще“, легален печатен орган на младежката организация на БКП. Сътрудничи и на сп. „Нов път“ на Георги Бакалов, „Звезда“, и др.
През 1934 г. завършва романска филология в Софийския университет. Работи като учител в Мъжката гимназия (училище, в което всички ученици са от мъжки пол) във Враца в периода 1934-1946 г. В периода 1948-1952 г. преподава руски език в Държавна политехника „Сталин“ в София. 
Член на Съюза на българските писатели от 1940 г. В периода 1952-1955 г. завежда отдела за поезия във вестник „Литературен фронт“, а след това е редактор на отдела за белетристика в списание „Септември“.
Член на БКП от 1944 г. Удостоен е с високи държавни отличия.
Тодор Харманджиев умира на 28 януари 1993 г.

## Произведения

### Поезия
- „Белият конник“ (1926) – стихотворения и поеми, с Емил Коралов
- „Дни и нощи“ (1928) – стихове и разкази, с Емил Коралов, Орлин Василев, Лъчезар Станчев, Иван Вельов
- „След години“ (1939) – стихове
- „Поколение“ (1952) – поема
- „Поколение“ (1965) – избрани стихотворения и поеми
- „Добрите ветрове“ (1972)
- „Вечерна графика“ (1974)
- „Съперници на ветровете“ (1975) – стихове
- „Празникът на черешите“ (1979)

### Романи
- „Краят на едно детство“ (1956, 1961, 1965, 1969, 1982)
- „Крилато време“ (1958)
- „Родове“ (1960)
- „Грешницата“ (1967)
- „И без светини не може“ (1975)
- „Възмездия“ (1984)
- „Тракиецът от племето Меди. Младостта на Спартак“ (1980)
- „Спартак. Тракиецът от племето меди“ (1984)
- „Животът стана сериозен“ (1987)
- „Далечното остава близко“

### Повести
- „Гардеробиерката“ (1967)
- „Пълната къща“ (1970) – сборник

### Детска литература
- „Весели приключения на Бежан и Стоян“ (1934)
- „Щурчето“ (1958, 1978) – поема за юноши
- „Весели поеми за малки и големи“ (1964)
- „Гълъби“ (1969) – стихове за юноши
- „Разплата“ (1970) – поема за юноши

### Преводи
Превежда от руски Пушкин, Лермонтов, Некрасов, Александър Блок, Есенин, от френски – Виктор Юго, Лафонтен, и някои унгарски автори.